# Király Rudolf
Király Rudolf (1934-ig Král, Békéscsaba, 1906. december 30. – Budapest, 1988. április 16.) tanár, tankönyv- és szótáríró, a latin és újlatin (olasz, spanyol és portugál) nyelvek oktatásának kiemelkedő szakértője.

## Élete

### Tanulmányai
Egyetemi tanulmányait 1924–1929 között az Eötvös József Collegium tagjaként végezte a budapesti tudományegyetemen. 1929-ben latin, görög és olasz nyelv és irodalom szakon szerzett tanári oklevelet, majd 1932-ben ugyanebben a témakörben bölcsészdoktori címet.

### Pályafutása
1929-ben kezdte tanári pályafutását a budapesti VI. kerületi Kölcsey Ferenc Reálgimnáziumban helyettes tanárként. 1934–1941 között az iskola rendes tanára és igazgatóhelyettese volt. 1941-ben kinevezték a szekszárdi Garay János Gimnázium igazgatójává, valamint a székesfehérvári tankerület olasz nyelvi tanfelügyelőjévé.
1943–1945 között az Országos Közoktatási Tanács tankönyvügyi előadójaként dolgozott. A második világháborút követően a Vallás- és Közoktatásügyi Minisztériumban miniszteri osztálytanácsosként és főosztályvezetőként tevékenykedett. Aktívan részt vett az iskolák államosításában.
1949-ben elbocsátották minisztériumi pozíciójából, ezt követően a budapesti Zrínyi Miklós Gimnázium, majd a Kabók Lajos Villamosipari Technikum tanára lett. 1950–1954 között orosz nyelvet tanított a Magyar–Szovjet Társaságnál, a Külügyminisztériumban, a Külügyi Akadémián és a Rendőrtiszti Iskolán.
1955-től 1967-es nyugdíjba vonulásáig a VII. kerületi Asztalos János Dolgozók Gimnáziumában tanított, ahol igazgatóhelyettesként is működött.
1988-ban hunyt el Budapesten.

## Munkássága
Király Rudolf jelentős munkát végzett a latin, görög, olasz és spanyol nyelv oktatásában. Tankönyveket, szótárakat, fordítási gyakorlatokat és nyelvtanokat írt, amelyek több kiadást is megértek.

## Főbb művei
- Nomi e aggativi e geografici (1931)
- Magyar–olasz fordítási gyakorlatok (Rónai Pállal, 1937)
- Tanuljunk könnyen, gyorsan olaszul (1938; 1944-ig több kiadás)
- Olasz nyelvkönyv a gimnázium és leánygimnázium V., VI., VII. és VIII. osztálya számára (1939–1945)
- Rendszeres olasz nyelvtan a gimnázium és leánygimnázium számára (1945)
- Latin–magyar zsebszótár (Esztergomi Ferenccel, 1941)
- Olasz–magyar szótár (1942)
- Olasz nyelvkönyv kezdők számára (Szabó Mihállyal, 1955, Tanuljunk nyelveket!)
- Spanyol társalgási zsebkönyv (1957, Tanuljunk nyelveket!)
- Spanyol nyelvkönyv (1962, Tanuljunk nyelveket!)
- Tanári kézikönyv a spanyol nyelv tanításához (Geréb Tiborral, 1964)
- Portugál–magyar kéziszótár (1978)
- Magyar–portugál kéziszótár (1981; 2. kiadás 1987)